# Erisum II
Erisum II, filho e sucessor de Narã-Sim, era o rei da cidade-estado Assur, listado na Lista de reis da Assíria como o 38º rei da Assíria de 1 815 a 1 809 a.C.. Salimaum (31º rei da Assíria c. 1 900 a.C., conforme listado na Lista de reis da Assíria) e seus sucessores ostentavam os títulos “Issi'ac Assur” (lit. "Regente de Assur") e “patesi”.  A duração do reinado de Narã-Sim é incerta, entretanto; baseado em várias listas escavadas de "limu" (epônimos), os reinados de Narã-Sim e Erisum II tiveram uma duração combinada de 64 anos.

## Reinado
Durante em seu reinado, os amoritas haviam invadido os reinos da Caldeia e o Levante entre 2 100 e 1 809 a.C., mas até então fora repelido pelos reis assírios. No entanto, depois de ter reinado por apenas em seis anos, Erisum II seria o último rei da dinastia do antigo rei assírio Puzurassur I (fundada em 2 025 a.C.) quando ele foi deposto e o trono assírio foi usurpado por Samsiadade I durante a expansão das tribos amoritas a partir do delta do rio Cabur, no nordeste do Levante. Embora considerado um amorita pela tradição assíria posterior, sugere-se que a descida de Samsiadade I seja da mesma linha que o governante assírio nativo Uspia dentro da Lista de reis da Assíria. Samsiadade I herdou o trono em Terca de seu pai Ilacabicabu. A LRA (Lista de reis da Assíria) registra que Samsiadade I "foi para a Babilônia na época de Narã-Sim da Assíria", enquanto Narã-Sim de Esnuna estava atacando Ecalatum. Samsiadade I não havia retornado até que ele tomou Ecalatum, depois do qual ele parou por três anos e depois derrubou Erisum II. As Crônicas Epônimas de Mari, que retoma a listagem até a apreensão de Ecalatum por Samsiadade I, não fornece nenhuma pista sobre quando a sucessão de Erisum II ocorreu. Como o reinado de Erisum II foi prematuramente acabado pelas conquistas de Samsiadade I, é provável que o reinado de Narã-Sim tenha sido a maior parte do período, adicionalmente; a figura quebrada na lista de rei Nasouqui termina em quatro, então talvez Narã-Sim reinou em 44 ou 54 anos (c. 1 872 a.C. em diante, pela cronologia intermediária).